# Alf Bayrle
Alfons „Alf“ Bayrle (auch Alf Singer-Bayrle; * 15. Dezember 1900 in Biberach an der Riß; † 11. September 1982 in Rotthalmünster) war ein deutscher Maler und Grafiker der Moderne.

## Leben
Nach seinem Wehrdienst und der Teilnahme am Ersten Weltkrieg studierte Bayrle von 1918 bis 1922 an der Stuttgarter Akademie bei Adolf Hölzel, Robert Poetzelberger, Gottfried Graf, Arnold Waldschmidt sowie an der Kunstgewerbeschule bei Heinrich Körner und Friedrich Schneidler. In jene Zeit fällt auch der Beginn seiner Freundschaft mit Willi Baumeister und Oskar Schlemmer, an dessen Triadischem Ballett beteiligte er sich jedoch erst später an der Pariser Aufführung 1932.
1922 zog er nach München und setzte seine Studien bis 1925 fort. Dort studierte er bei Franz von Stuck an der Akademie, an der Hans Hofmann Schule für bildende Kunst und an der Universität bei und Heinrich Wölfflin. 1923 und 1924 schrieb er als Student in München über das mangelnde Verständnis für moderne Kunst.

### Paris
1926 zog er nach Paris und ließ sich dort als Maler nieder, gleichzeitig besuchte er auch die Académie de la Grande Chaumière (bei Othon Friesz und André Lhote). Zu seinem Freundeskreis gehörten unter anderen Colette, André Derain, Rene Jurdain, Paul Poiret und Maurice Ravel. Bayrle folgte dem Vorschlag von Rene Jurdain Atelierräume zu teilen, von 1928 bis 1934 verbrachte er jedoch auch mehrere Monate in St. Tropez bei Madame Aude. In Paris stand er in Kontakt mit Giorgio de Chirico, Jean Cocteau, Le Corbusier, Raoul Dufy, Aristide Maillol, Henri Matisse und Pablo Picasso. Wenngleich aktives und anerkanntes Mitglied der Pariser Kunstszene, sind seine dortigen Ausstellungen nur unzureichend dokumentiert und erforscht. 1927 stellte er gemeinsam mit Arno Breker aus, der ebenfalls in Paris lebte. Fritz Neugass verfasste 1934 eine Serie über Pariser Künstler für die Zeitschrift Weltkunst, ein Beitrag war Bayrle gewidmet. Von Paris aus unternahm er Malreisen nach England.

### Afrika

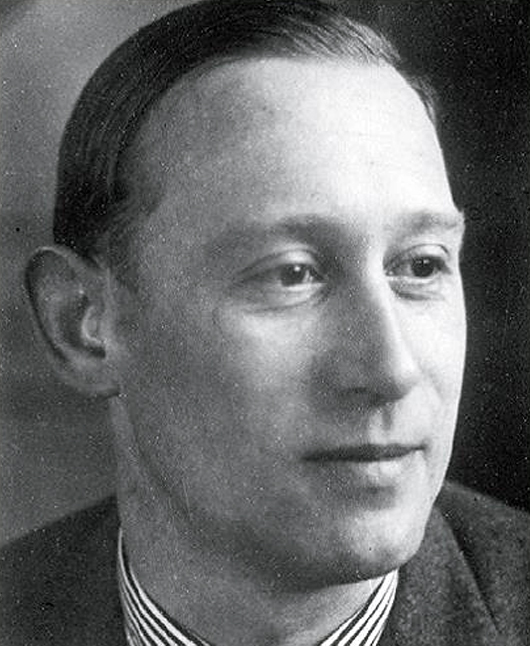
Alf Bayrle

1934 bot ihm Leo Frobenius an, zurück nach Deutschland zu kommen, und ihn als wissenschaftlicher und künstlerischer Mitarbeiter des Instituts nach Afrika zu begleiten. Zwei Jahre später erschien Im Lande des Gada, Wanderungen zwischen Volkstrümmern Südabessiniens, beigelegt waren dem Buch 40 Tafeln in Kupfertiefdruck von Alf Bayrle. Die Geographische Gesellschaft in Wien urteilte 1936: „Neben den schönen Lichtbildern hat der Kunstmaler Alf Bayrle auch eine reiche Menge von Zeichnungen beigesteuert, die, soweit sie ethnographische und anthropologische Motive verdeutlichen, auch wissenschaftlich wertvoll sind.“
In Äthiopien erwarb Bayrle eine Ikone mit dem Titel Der Heilige Georg, der Drachentöter, rettet die Jungfrau Birutawit, er schenkte diese später der Religionskundlichen Sammlung der Universität Marburg. Es folgten weitere Expedition nach Südfrankreich, Spanien, Libyen und Äthiopien, mindestens eine davon zusammen mit Adolf Ellegard Jensen. Als Helmut und Ilse Wohlenberg 1988 nach Afrika reisten, wurde ihnen vom Sohn des Bamballe der Konso stolz ein Porträt gezeigt, das Alf Bayrle von Bamballes Vaters gezeichnet hatte.

### Deutschland
1937 waren die Reisen beendet und Bayrle zog gemeinsam mit seiner Ehefrau, der promovierten Kunsthistorikerin Elisabeth Bayrle, geborene Weiss, nach Berlin, wo am 7. November 1937 sein Sohn Thomas Bayrle geboren wurde. Dieser wurde ebenfalls Künstler. 1939 wurde er zum Kriegsdienst eingezogen und geriet in Gefangenschaft. Seine Frau und seine drei Söhne wurden 1940 nach Oberndorf bei Gelnhausen evakuiert. Bei Bombenangriffen 1943 und 1944 wurde ein Großteil seines bisherigen Werks zerstört. Bayrle wohnte mit seiner Familie noch bis 1953 in Oberndorf, hatte jedoch seit 1948 sein Atelier in Frankfurt. Er wurde Mitglied im Berufsverband Bildender Künstler Frankfurt am Main. In der frühen Nachkriegszeit nahm er neben seiner künstlerischen Tätigkeit auch Aufträge für Kulissen und Dekorationen an und lehrte als Berufsschullehrer an der Gutenbergschule, ein Schüler von ihm dort war Gerd Kehrer. Sowohl Alf Bayrle als auch Thomas Bayrle hatten ihr Atelier im selben Haus mit Adam Seide am Röderbergweg Nr. 64. 1966 eröffnete Alf Bayrle ein zweites Atelier in Bonn und war 1968 Gründungsmitglied der Künstlergruppe Semikolon und Mitglied der Künstlergruppe Bonn. Eine Retrospektive seiner Werke lehnte er zeitlebens ab, so dass die große Ausstellung 1980 hauptsächlich zeitgenössische Werke zeigte.
Nach seinem Tod 1982 wurden 1985 in Frankfurt und 1989 in Bonn Retrospektiven gezeigt. 1987 widmete Adam Seide seinen Roman Rebecca dem Andenken des Malers Alf Bayrle. Das Weltkulturenmuseum zeigte 2012 zwei Ausstellungen, eine mit Werken von Alf Bayrle und eine mit Bezug auf Alf Bayrle, man entschloss sich anschließend einen Großteil davon in der Dauerausstellung zu zeigen.
Das Weltkulturen Museum in Frankfurt zeigte 2012 erstmals Zeichnungen und Fotografien, die Bayrle auf der 12. Deutschen Inner-Afrikanischen Forschungs-Expedition (D.I.A.F.E.) von Leo Frobenius 1934/35 von den phallischen Stelen in Tutu Fela in Äthiopien angefertigt hatte.

## Werk
Als einflussreich auf das Werk von Alf Bayrle gelten seine Zeit bei Hans Hofmann, die künstlerische Tätigkeit in Paris und die Afrikareisen. Während seiner Pariser Zeit malte er häufig Stillleben. Sina Hofmann-Ginsburg und Karla Bilang sehen im Werk von Alf Bayrle „einen ausgespochenen Cezannismus“.
Für den Reichskolonialbund entwarf er Plakate (z. B. zur ersten Reichskolonialtagung 1938 in Bremen) und Postkarten. Sein Plakat Der Reichskolonialbund ruft auch Dich! von 1938 befindet sich in der Dauerausstellung des Victoria and Albert Museum in London und der Sammlung der University of California, Berkeley.
Ein Großteil seines Frühwerks wurde bei Bombardements zerstört, ein glücklicher Umstand ist, dass er in den 1920er und 1930er Jahren sehr viel verkauft hatte. So entdeckte er als Besucher 1967 das Werk Stilleben mit Ananas in der Ausstellung der Kasimir Hagen-Sammlung, das er 1929 in Paris gemalt hatte. Die Afrika-Thematik beschäftigte ihn auch nach den Expeditionen und beeinflusste sein späteres Werk. Eine Sammlung afrikanischer Kunst und Antiquitäten, die zuvor sein Atelier säumte, musste er in den späten 1940er Jahren verkaufen. Zwei Zeichnungen von Bayrle befanden sich in der Sammlung von Richard Hamann-Mac Lean. Vergleichbar seinem Werk in Afrika waren auch seine Zeichnungen an der Front vornehmlich dokumentarischer Art, beispielsweise das Aquarell Vom Bau des Atlantikwalls von 1940 (Sammlung Portland Art Museum) und die Zeichnung Flüchtlingszug in einer zerstörten Ortschaft. Die meisten dieser Zeichnungen befinden sich im Deutschen Historischen Museum. Sie zeigen sowohl die Zivilbevölkerung als auch die Soldaten in einer düsteren melancholischen Stimmung.
Das Nachkriegswerk von Bayrle wird durch abstrakte Landschaften geprägt. Sein Spätwerk konzentrierte sich auf Köpfe, die er in vieler Art und Weise in Tusche zeichnete und verschiedene Gefühle und Charaktere darstellten, er wandte sich jedoch der klassischen Porträtmalerei vollkommen ab. Seine Werke signierte er mit Bay und in seltenen Fällen mit seinem ausgeschriebenen Namen, einige Skizzen und Entwürfe beließ er unsigniert.
Ein großer Teil des Nachlasses befindet sich im Rheinischen Archiv für Künstlernachlässe.

### Einzelne Werke (Auswahl)
- Selbstbildnis, impressionistische Darstellung Öl auf Leinwand
- Drei Früchte, Öl auf Stahlplatte
- Kohleabbaugebiet, Öl auf Leinwand, 76 cm × 86 cm, bez. „Paris 1930“
- Provence-Landschaft, aquarellierte Zeichnung, 1937[16]
- Maritime Landschaft mit Schlucht, Öl auf Holz 67 cm × 56 cm, datiert 1946
- Stillleben mit Flasche und Obst, 1964
- Stillleben mit Flasche und Früchten
- Femme agenouillée se tenant le bas-ventre, Druck 200 Ex., 1971 (Ein Exemplar im Musée des beaux-arts Bordeaux, seit 2004[17])
- Quadratische Landschaft, Acryl auf Karton 56 cm × 55 cm, 1973[18]
- Bäume vor einer Mauer
- Bildnis einer Schauspielerin
- Hohenstaufenlandschaft
- Neumond über Gebirgssee, Gouache, 58 cm × 47 cm
- Schwarzer Kopf aus dem Zyklus Köpfe, Tuschezeichnung auf Papier, bez. „Sylvester 81–82“
- Mädchenkopf, Kunstmuseum Bonn

Nach 1945 führte der alliierte Wiesbaden Central Collecting Point eine Ausstellung mit Bayrle-Werken durch, dabei wurden folgende Werke gezeigt:
| - Sonnenblumen (Aquarell) - Junger Torwart (Aquarell) - Garben (Aquarell) - Landschaft Spanische Grenze (Aquarell) - Stilleben (Kreidezeichnung) - Kopfstudie (Kreidezeichnung) - Junger Mann (Kreidezeichnung) - Baske (Kreidezeichnung) | - Baumlandschaft (Federzeichnung) - Araber (Aquarell) - Betende Bäuerin (Aquarell) - Bauersfrau (Tuschezeichnung) - Ährenfeld (Tuschezeichnung) - Marktfrau (Aquarell) - Harlekin (Aquarell) - Blumen (Aquarell) |

## Ausstellungen und Ausstellungsbeteiligungen (Auswahl)
Seit 1927 u. a. in: Athen, Bonn, Darmstadt, Essen, Frankfurt, Johannesburg (Südafrika), Marburg, Mühlhausen, München, Paris, Stuttgart, Villemomble/Paris. Arbeiten von Alf Bayrle befinden sich in privaten und öffentlichen Sammlungen des In- und Auslandes.
- Alf Bayrle, Kunsthallen Hansa, Essen 1925
- Alf Bayrle und Arno Breker, Paris 1927
- Alf Bayrle wird 80, Kurfürstliches Gärtnerhaus in Bonn 1980
- Alf Bayrle, EXPO-Galerie Frankfurt/Berlin 1985
- Die morbide Poesie des Abschieds. Werke von drei verstorbenen Mitgliedern der Künstlergruppe Bonn, 1989
- Alf Bayrle – Ölbilder und Arbeiten auf Papier: Galerie Rosenberg, 1990
- Afrika – Ethnographien, Wiesbaden 1997
- OBJEKT ATLAS – FELDFORSCHUNG IM MUSEUM, Neuhängung der Expeditionsmalereien und Fotografien von Alf Bayrle, Weltkulturenmuseum, 2012
- Porträts ferner Welten: Expeditionsmalerei zwischen Ethnografie und Kunst, 2012